# Szalagos méhészbogár
A szalagos méhészbogár (Trichodes apiarius) a rovarok (Insecta) osztályának a bogarak (Coleoptera) rendjébe, ezen belül a mindenevő bogarak (Polyphaga) alrendjébe és a szúfarkasfélék (Cleridae) családjába tartozó faj.

## Előfordulása
A szalagos méhészbogár régebben egész Európában honos volt, ma már – főleg északon – sok helyen eltűnt. Előfordulásának határa keleten Kis-Ázsia, délen Észak-Afrika. A bogár általában ritka, de Magyarországon még mindenütt gyakori.

## Megjelenése
A szalagos méhészbogár 1-1,5 centiméter hosszú. Fémfényű vörös és feketéskék rajzolatú szárnyfedői alapján, a legszebb magyarországi bogarak közé tartozik. Előtora feketéskék és finoman pontozott. A nemnek 4, egymáshoz igen hasonló faja él Közép-Európában.

## Életmódja
A szalagos méhészbogár a virágos réteket kedveli, ahol a bogarak főleg az ernyősvirágzatú növények virágain tartózkodnak, és rovarokra vadásznak. A lárvák az elhullott vagy beteg méhekkel táplálkoznak, de ezek hiányában az ivadékot sem kímélik. Az imágók apró rovarokat fogyasztanak.

## Szaporodása
A nőstények vadméhek, főleg a művészméhek (Megachilidae) és az ősméhek (Colletidae), valamint a kaparódarazsak (Sphecidae) fészkeibe rakják petéiket. Esetenként a házi méhek (Apis mellifera) kasaiban is megtalálhatók.